# Когут Олександра Зеновіївна
Олександра Зеновіївна Когут (нар. 9 грудня 1987, Львів) — українська та австрійська борчиня вільного стилю, бронзова призерка та чемпіонка світу, чотириразова призерка чемпіонатів Європи. Заслужений майстер спорту України.

## Біографія
Боротьбою почала займатися в жовтні 1999 року, в 12 років. До секції її привела старша сестра Мар'яна Бавдик, яка займалася цим видом спорту. Перші змагання, турнір «Світ дитини» Олександра Когут програла, зазнавши поразки у всіх сутичках. Але за півроку після того, як почала займатися боротьбою, поїхала на чемпіонат України 2000 року серед кадетів — відбірковий на європейську першість, і виграла ці змагання. У 2004 стала віце-чемпіонкою Європи серед юніорів. А вже наступного року виграла чемпіонат світу серед юніорів. У 2006 виграла континентальну першість серед юніорів. У 2007 і на чемпіонаті світу, і на чемпіонаті Європи серед юніорів здобула бронзові нагороди.
Ще виступаючи на юніорських змаганнях, у 2006 році виборола бронзову медаль чемпіонату Європи серед дорослих. Потім ще тричі ставала призеркою цих змагань, у 2008 і 2012 здобувала срібло, а у 2010 — знову бронзу. У 2009 здобула бронзову медаль чемпіонату світу серед дорослих, а вже наступного року стала чемпіонкою світу.
Тренер: Заслужений тренер України — Пістун Андрій Ігорович. Крім того тренером Олександри є її старша сестра Мар'яна Бавдик.

## Спортивні результати на міжнародних змаганнях

### Виступи на Чемпіонатах світу
| Змагання                        | Збірна  | Вагова категорія          | Місце  |
| ------------------------------- | ------- | ------------------------- | ------ |
| Чемпіонат світу з боротьби 2005 | Україна | жіноча боротьба, до 51 кг | 5      |
| Чемпіонат світу з боротьби 2006 | Україна | жіноча боротьба, до 51 кг | 5      |
| Чемпіонат світу з боротьби 2007 | Україна | жіноча боротьба, до 51 кг | 8      |
| Чемпіонат світу з боротьби 2008 | Україна | жіноча боротьба, до 48 кг | 8      |
| Чемпіонат світу з боротьби 2009 | Україна | жіноча боротьба, до 51 кг | Бронза |
| Чемпіонат світу з боротьби 2010 | Україна | жіноча боротьба, до 51 кг | Золото |
| Чемпіонат світу з боротьби 2011 | Україна | жіноча боротьба, до 48 кг | 11     |
| Чемпіонат світу з боротьби 2012 | Україна | жіноча боротьба, до 48 кг | 11     |
| Чемпіонат світу з боротьби 2018 | Австрія | жіноча боротьба, до 50 кг | 10     |

### Виступи на Чемпіонатах Європи
| Змагання                         | Збірна  | Вагова категорія          | Місце  |
| -------------------------------- | ------- | ------------------------- | ------ |
| Чемпіонат Європи з боротьби 2006 | Україна | жіноча боротьба, до 51 кг | Бронза |
| Чемпіонат Європи з боротьби 2007 | Україна | жіноча боротьба, до 48 кг | 5      |
| Чемпіонат Європи з боротьби 2008 | Україна | жіноча боротьба, до 48 кг | Срібло |
| Чемпіонат Європи з боротьби 2010 | Україна | жіноча боротьба, до 51 кг | Бронза |
| Чемпіонат Європи з боротьби 2012 | Україна | жіноча боротьба, до 51 кг | Срібло |
| Чемпіонат Європи з боротьби 2016 | Україна | жіноча боротьба, до 48 кг | 14     |
| Чемпіонат Європи з боротьби 2018 | Австрія | жіноча боротьба, до 50 кг | 9      |

### Виступи на Європейських іграх
| Змагання              | Збірна  | Вагова категорія          | Місце |
| --------------------- | ------- | ------------------------- | ----- |
| Європейські ігри 2015 | Україна | жіноча боротьба, до 48 кг | 8     |

### Виступи на Кубках світу
| Змагання                    | Збірна  | Вагова категорія          | Місце |
| --------------------------- | ------- | ------------------------- | ----- |
| Кубок світу з боротьби 2005 | Україна | жіноча боротьба, до 48 кг | 5     |
| Кубок світу з боротьби 2006 | Україна | жіноча боротьба, до 51 кг | 4     |
| Кубок світу з боротьби 2009 | Україна | жіноча боротьба, до 51 кг | 5     |
| Кубок світу з боротьби 2012 | Україна | жіноча боротьба, до 48 кг | 6     |

### Виступи на Чемпіонатах світу серед студентів
| Змагання                                        | Збірна  | Вагова категорія          | Місце  |
| ----------------------------------------------- | ------- | ------------------------- | ------ |
| Чемпіонат світу з боротьби серед студентів 2005 | Україна | жіноча боротьба, до 48 кг | Бронза |

### Виступи на інших змаганнях
| Змагання                                                      | Збірна  | Вагова категорія          | Місце  |
| ------------------------------------------------------------- | ------- | ------------------------- | ------ |
| Klippan Lady Open 2006                                        | Україна | жіноча боротьба, до 51 кг | Бронза |
| Золотий Гран-прі з боротьби 2006                              | Україна | жіноча боротьба, до 51 кг | Бронза |
| Золотий Гран-прі з боротьби 2008                              | Україна | жіноча боротьба, до 51 кг | Золото |
| Золотий Гран-прі з боротьби 2010 (Красноярськ)                | Україна | жіноча боротьба, до 51 кг | Срібло |
| Золотий Гран-прі з боротьби 2010 (Баку)                       | Україна | жіноча боротьба, до 51 кг | Бронза |
| Золотий Гран-прі з боротьби 2011 (Баку)                       | Україна | жіноча боротьба, до 48 кг | Срібло |
| Київський Міжнародний турнір з боротьби 2011                  | Україна | жіноча боротьба, до 48 кг | Бронза |
| Київський Міжнародний турнір з боротьби 2012                  | Україна | жіноча боротьба, до 51 кг | Бронза |
| Олімпійський кваліфікаційний турнір з боротьби 2012 (Софія)   | Україна | жіноча боротьба, до 48 кг | 10     |
| Олімпійський кваліфікаційний турнір з боротьби 2012 (Тайюань) | Україна | жіноча боротьба, до 48 кг | 5      |
| Відкритий чемпіонат Польщі з боротьби 2015                    | Україна | жіноча боротьба, до 48 кг | 15     |
| Pro Wrestling League 2015                                     | Україна | команда                   | 6      |
| Київський Міжнародний турнір з боротьби 2016                  | Україна | жіноча боротьба, до 48 кг | Срібло |
| Flatz Open 2018                                               | Австрія | жіноча боротьба, до 50 кг | Золото |
| Київський Міжнародний турнір з боротьби 2018                  | Австрія | жіноча боротьба, до 50 кг | 13     |
| Турнір Дана Колова — Николи Петрова 2018                      | Австрія | жіноча боротьба, до 50 кг | 7      |
| Гран-прі Іспанії з боротьби 2018                              | Австрія | жіноча боротьба, до 50 кг | 12     |
| Відкритий чемпіонат Польщі з боротьби 2018                    | Австрія | жіноча боротьба, до 50 кг | 16     |

### Виступи на змаганнях молодших вікових груп
| Змагання                                       | Збірна  | Вагова категорія          | Місце  |
| ---------------------------------------------- | ------- | ------------------------- | ------ |
| Чемпіонат Європи з боротьби серед юніорів 2004 | Україна | жіноча боротьба, до 48 кг | Срібло |
| Чемпіонат світу з боротьби серед юніорів 2005  | Україна | жіноча боротьба, до 51 кг | Золото |
| Чемпіонат Європи з боротьби серед юніорів 2006 | Україна | жіноча боротьба, до 51 кг | Золото |
| Чемпіонат Європи з боротьби серед юніорів 2007 | Україна | жіноча боротьба, до 51 кг | Бронза |
| Чемпіонат світу з боротьби серед юніорів 2007  | Україна | жіноча боротьба, до 51 кг | Бронза |